# Extreme II: Pornograffitti
| Recensione | Giudizio |
| ---------- | -------- |
| AllMusic   |          |

Extreme II: Pornograffitti (conosciuto anche solo come Pornograffitti) è il secondo album in studio del gruppo musicale statunitense Extreme, pubblicato il 7 agosto 1990 dalla A&M Records. Il titolo è una parola macedonia formata dai termini pornografia e graffiti.
L'album ha ottenuto grande successo, raggiungendo il decimo posto della Billboard 200 e la certificazione di doppio disco di platino negli Stati Uniti. Le vendite furono trainate principalmente dalla ballata acustica More Than Words, che arrivò fino alla prima posizione della Billboard Hot 100.

## Il disco
Rispetto al primo lavoro del gruppo, Pornograffitti presenta sonorità più spinte in cui Nuno Bettencourt riesce a trovare l'equilibrio giusto tra heavy metal e funk. Ciò gli fece guadagnare il premio di miglior chitarrista dell'anno da parte della rivista specializzata Guitar World. Il disco è essenzialmente un concept album in cui la maggior parte della canzoni esplora temi come il sesso, i soldi e la decadenza della società americana moderna. Inizialmente non ottenne il successo sperato, nonostante due singoli d'impatto come Decadence Dance e Get the Funk Out, che diverranno tra i pezzi più celebri del gruppo. L'album riuscì a penetrare nelle classifiche solo dopo che il videoclip di More Than Words cominciò ad essere passato ripetutamente su MTV. Il successivo singolo Hole Hearted incrementò ulteriormente la popolarità degli Extreme.
L'album è diventato il maggior successo commerciale del gruppo, la prima vera spinta verso il nuovo genere funk metal che prenderà piede in quegli anni.
La band ha deciso di eseguire il disco nella sua interezza in occasione di alcuni concerti speciali in Europa e nel Regno Unito durante il 2014.

## Tracce
Testi e musiche di Gary Cherone e Nuno Bettencourt.
1. Decadence Dance – 6:49
2. Li'l Jack Horny – 4:52
3. When I'm President – 4:21
4. Get the Funk Out – 4:24
5. More Than Words – 5:34
6. Money (in God We Trust) – 4:11
7. It ('s a Monster) – 4:25
8. Pornograffitti – 6:16
9. When I First Kissed You – 4:00
10. Suzi (Wants Her All Day What?) – 3:38
11. He-Man Woman Hater (include come intro Il volo del calabrone) – 6:20
12. Song for Love – 5:56
13. Hole Hearted – 3:39 – esclusa dall'edizione LP

## Formazione
Gruppo
- Gary Cherone – voce
- Nuno Bettencourt – chitarre, pianoforte, tastiere, percussioni, seconda voce, produzione (tracce 9 e 13)
- Pat Badger – basso, cori
- Paul Geary – batteria, percussioni, cori

Altri musicisti
- Pat Travers – seconda voce in Get the Funk Out
- Dweezil Zappa – assoli di chitarra in He-Man Woman Hater
- Li'l Jack Horn Section - corni in Li'l Jack Horny e Get the Funk Out
- Barbara Glynn – voce di Mutha in Decadence Dance
- Jeanine Moultrine – voce di Suzi in Suzi (Wants Her All Day What?)

Produzione
- Michael Wagener – produzione (eccetto le tracce 9 e 13)
- Bob St. John – ingegneria del suono
- Craig Doubet – ingegneria del suono (assistente)
- Michael Wagener, Bob St. John – missaggio
- George Marino – mastering presso lo Sterling Sound di New York

## Classifiche
| Classifica (1991) | Posizione massima |
| ----------------- | ----------------- |
| Australia         | 29                |
| Austria           | 17                |
| Canada            | 1                 |
| Finlandia         | 14                |
| Germania          | 15                |
| Giappone          | 32                |
| Norvegia          | 20                |
| Nuova Zelanda     | 32                |
| Paesi Bassi       | 16                |
| Regno Unito       | 12                |
| Stati Uniti       | 10                |
| Svezia            | 37                |
| Svizzera          | 10                |